# GIAT 30機炮
GIAT 30是一款由法國GIAT所生產的30毫米空用機炮，主要用於取代法國軍機上的DEFA 550系列。GIAT 30於1980年代後期推出，採用轉輪式系統、電子擊發，可靠性及射速比採用氣動式的DEFA 550系列機炮為高。

## 型號
GIAT 30目前有兩種型號：
- GIAT 30 M781：主要用於直升機上，如夾艙式或炮塔整合式。M781全長1.87米（6尺2寸）、全重65公斤（143磅），發射與DEFA 550系列機炮相同的彈藥，HEI彈藥重244克（8.6安士）、APHEI-SD重270克（9.5安士），槍口初速每秒1025米（3360尺／秒），每分鐘射速750發，由於連發後座力強大因此主要採用單發或短點射模式。

M781目前用於歐洲直升機公司（Eurocopter）的虎式直升機上，其他包括NARWHAL（輕型精確船艦遙控武器系统）上。
- GIAT 30 M791：主要用於戰鬥機上如達索的陣風戰鬥機，射速可調（300、600、1500或2500發／每分）、短點射模式可設定在0.5秒或1秒，可發射新型的30x150毫米彈藥。

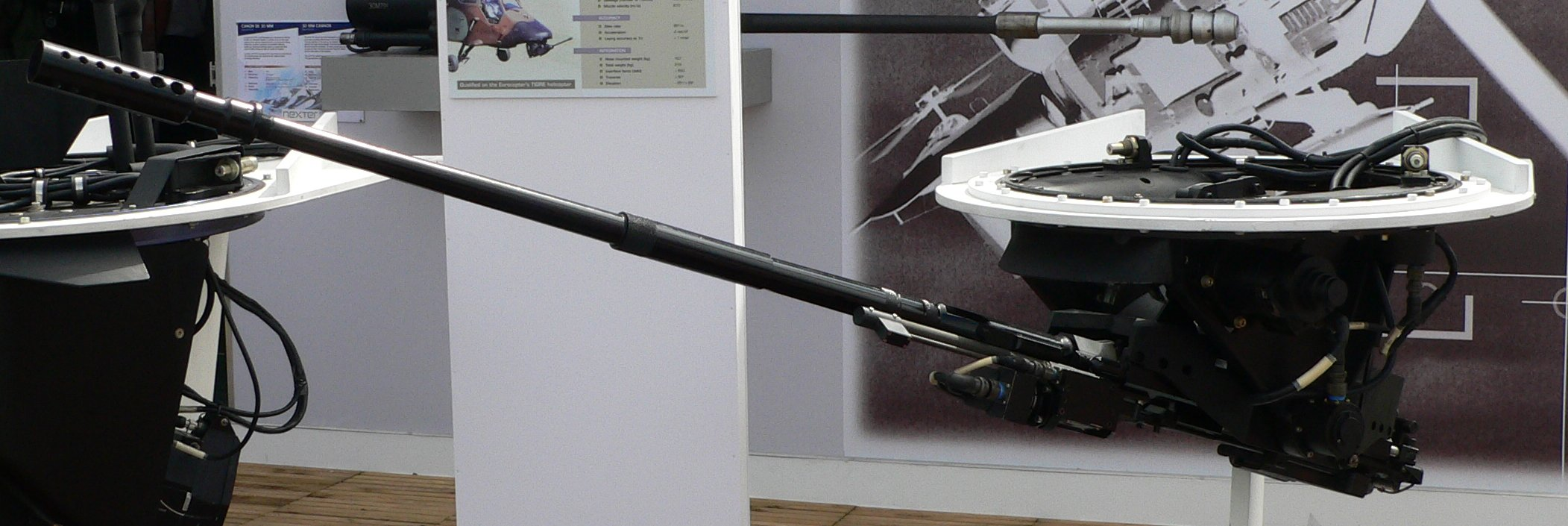
老虎直升機上的THL-30炮塔